# As-Samh ibn Mālik al-Chaulānī
as-Samh ibn Mālik al-Chaulānī (arabisch السمح بن مالك الخولاني, DMG as-Samḥ b. Mālik al-Ḫawlānī; † 721) war zwischen 719 und 721 Statthalter der muslimisch besetzten Iberischen Halbinsel (al-Andalus).
Im Jahre 720 eroberte er Barcelona und fiel anschließend mit einer großen Armee über die Pyrenäen ins Fränkische Reich ein. Nach einigen Anfangserfolgen wie der Einnahme der Städte Narbonne, Béziers, Agde, Lodève, Maguelonne (Montpellier) und Nîmes zog er sich auf die iberische Halbinsel zurück, um weitere Kämpfer für die Belagerung der stark verteidigten fränkischen Stadt Toulouse zu gewinnen. Er kam mit einer großen Armee und Belagerungsmaschinen zurück. 
Die Schlacht von Toulouse (721), der Kampf um eine Stadt mit nahezu unüberwindlichen Mauern, dauerte bis in den Frühsommer. Die Verteidiger, ausgehungert und ohne Nachschub an Munition, wollten sich fast schon ergeben, als am 9. Juli 721 der dux Eudo von Aquitanien mit einem großen Entsatzheer eintraf, as-Samhs Nachhut angriff und dessen Truppen einkesselte. Eingeschlossen zwischen den Verteidigern der Stadt Toulouse und dem Entsatzheer Eudos versuchte as-Samh mit der Masse seiner Truppen auszubrechen, aber er wurde bei einem Ort namens Balat durch die christlichen Kräfte vernichtend geschlagen und dabei tödlich verwundet.